# Mykoła Koreń
Mykoła Koreń, ukr. Микола Корень (ur. 1905, zm. 1944) – ukraiński rolnik zaangażowany w pomoc Polakom podczas rzezi wołyńskiej. 
Mykoła Koreń wraz z żoną Anastasiją prowadzili gospodarstwo rolne w Aleksandrówce na Wołyniu. Mieli czworo dzieci: Oleksija, Hałynę, Jewhenię oraz Ninę (ur. 1944 r.). 
11 lipca 1943 roku oddziały OUN-UPA zamordowały w kościele w Kisielinie ok. 90 Polaków uczestniczących w niedzielnej mszy, a w okolicznym lesie pojawili się uzbrojeni ludzie, co oznaczało, że wszystkim mieszkającym w okolicy Polakom grozi śmierć z rąk członków OUN-UPA. Wieczorem 15 lipca 1943 roku szwagier Mykoły, Pawło Kyc, przyprowadził do domu Koreniów dzieci polskiego małżeństwa Adamowiczów: dziewięcioletnią Teresę, pięcioletniego Janusza, trzyletnią Stanisławę oraz półtorarocznego Henryka. Natychmiast po tym, jak Koreniowie ukryli dzieci w spiżarni, do gospodarstwa przyszli członkowie OUN-UPA. Szukali Polaków. Koreniowie, mając świadomość, że za udzielanie pomocy Polakom także im groziła śmierć, zapewnili, że w ich domu Polaków nie ma. Przez kilka kolejnych tygodni dzieci w ciągu dnia ukrywały się w polach, a nocą w stodole Koreniów. W sierpniu rodzice dzieci podjęli decyzję o ich rozdzieleniu. Najstarszą Teresę wraz babcią Teklą ukryto u małżeństwa Jewhenii i Prokopa Bondaruków, dzięki którym przeżyły wojnę. Małżeństwo Adamowiczów z trójką młodszych dzieci ukryło się w bunkrze na polu. Zostali zamordowani podczas jednego z wyjść z kryjówki. 
W 1944 roku Mykoła zachorował i zmarł.
W 2023 roku za swoją postawę podczas uroczystości w Belwederze w Warszawie małżeństwo Koreniów zostało pośmiertnie wyróżnione Medalami Virtus et Fraternitas.